# Limpias

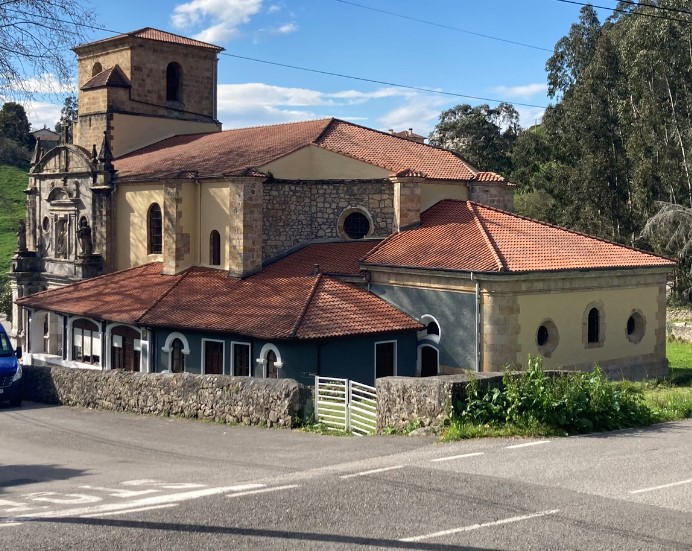
Santuario del Santísimo Cristo de la Agonía de Limpias

Limpias es un municipio y localidad de la comunidad autónoma de Cantabria y situado en el curso bajo del valle del río Asón. Limita con los municipios de Voto y Colindres al oeste, Laredo al norte, Liendo al este y Ampuero al sur.
El río Asón pasa por el municipio de Limpias, formando a continuación la ría de Limpias, antes de su desembocadura en el mar Cantábrico, a la altura de Colindres. Tradicionalmente su uso ha sido para pesca recreativa o como piscina natural para los habitantes y veraneantes. El paseo del río es un paseo ribereño que bordea el río Asón y que sustituyó a un antiguo camino real.

## Historia
Según documentación, el pueblo de Limpias aparecía antiguamente con el nombre celta de Coabab o Koabab (posiblemente derivado de la raíz celta Coed: coeden = 'árbol', en galés; koad = 'madera' en bretón). Se supone que con anterioridad al siglo XII, Coabab formaba parte de una serie de territorios de una antigua tribu de la Edad del Hierro. Ya en el año 1201, el rey Don Alfonso VIII y en virtud del fuero concedido a Laredo, la población de Coabab pasó a formar parte del vasallaje de Laredo.
El desarrollo histórico de este pueblo se vio favorecido a partir del siglo XV por su situación geográfica al convertirse en uno de los puntos clave que unían el puerto de Laredo con la ciudad de Burgos.
A mencionar del siglo XVI el importante puerto denominado del Ribero, por el que se exportó enormes cantidades de hierro y madera a Inglaterra y Flandes. Siglos después, el puerto se dedicó a enviar trigo castellano hacia América.
También es llamado o conocido por el Cristo de Limpias, famoso en la región pues la tradición dictaba que la talla de Jesucristo miraba a los fieles y sudaba sangre. En algunas tradiciones también se dice que respiraba.
Destaca también el palacio de Eguílior, construido en el siglo XIX que fue propiedad del conde de Albox y que acogió varias reuniones del consejo ministerial durante el reinado de Alfonso XIII. Desde 2004 el palacio es un hotel acogido a la Red de Paradores Nacionales.

## Toponimia
Existen principalmente dos versiones respecto al moderno nombre de Limpias:
- Cantabria fue en la antigüedad la puerta al mar para Castilla, sirviendo los puertos cántabros de entrada y salida de numerosos bienes y manufacturas para ser vendidas en ésta u otras tierras. Las mercancías que se transportaban por barco: trigo que bajaba por el puerto de los Tornos, nueces y castañas de los montes de Cantabria, etc., se depositaban en el ribero de Coabab para su limpieza, que a su vez hacía de puerto. Con el tiempo y la constante tarea de limpieza, quizá la comodidad del habla dejó en segundo plano el nombre de Coabab y dio paso al nombre de Limpias.

- Parece ser que antiguamente la población de Coabab fue famosa por sus aguas termales, aguas sulfhídricas templadas, de excelentes propiedades, que se empleaban con gran acierto en combatir enfermedades cutáneas. El preciado líquido procedía de tres fuentes de aguas potables de excelente calidad y de un manantial de aguas minerales. Una de estas fuentes o manantiales que aún discurren, es la “Fuentenilla”, que se encuentra en la carretera que lleva a la villa de Seña. Tal vez estas “límpidas aguas”, aguas cristalinas de dichos manantiales, pudieron dar paso al apócope de Limpias.

## Cultura

### Patrimonio
A lo largo de la historia han sido muchos e importantes los Señores y su descendencia en Limpias, de muchos aún quedan casas blasonadas, y de otros solo vestigios o referencias de su existencia. Algunos de los edificios más destacados son:
- Santuario del Cristo de la Agonía (o iglesia parroquial de San Pedro): Bien de interés cultural cántabro con categoría de monumento.
- Casa y torre de Palacio: fue en 1440 la vivienda de Pedro Gil de Palacio y su esposa María García de Alvarado. La tradición dice que la Reina Isabel de Castilla y su hija Juana, que se dirigían a Laredo para embarcar hacia Flandes, se hospedaron en esta casa a su paso por Limpias. La casa se encuentra en el conocido Camino Real, donde se dice que pasó en 1556 el emperador Carlos V en dirección a Burgos cuando se dirigía a su retiro en el monasterio de Yuste en Cáceres.
- Casa de Rucoba: situada en el barrio de Rucoba, figura blasonada con las armas de Helguero y Alvarado.
- Casa de Roque del Rivero Palacio: construida con la lonja en el siglo XVIII por el maestro de cantería Pedro de Toca Solórzano para Roque del Rivero Palacio.
- Casa de Bernales Piedra: construida también por Pedro de Toca Solórzano, se encuentra ubicada en el barrio de La Espina.
- Casa de Pereda: construida por Pedro de Toca Solórzano, ubicada en el barrio del Rivero.
- Casa Manero: construida en piedra de estilo indiano, con espléndida fachada y blasón central, ubicada en el barrio de Espina.
- Casa de Diego de la Piedra: Don Diego de la Piedra fue Caballero de Santiago, residió en Cádiz y ostentó el cargo de Diputado de comercio y Consulado de Perú.
- Casa de Don Juan Cosme de Albo: construida en 1723 por los maestros canteros Pedro de Toca Anto y Pedro de Toca Solórzano, su hijo
- Casa-Lonja de José del Rivero Palacio: en 1732 el sargento mayor José del Rivero Palacio envió desde México el dinero como legado para la construcción de una casa granero, con arca de misericordia y monte de piedad. Los vecinos decidieron emplear el dinero para la construcción de esta casa-lonja utilizada para otros servicios, tal vez más necesarios. Fue construida por Pedro de Toca Solórzano.
- Puerto del Rivero: se construyó un muelle nuevo en 1736, el encargado fue Pedro de Toca Solórzano.

Son numerosos los edificios que podrían citarse. Hay que resaltar que Pedro de Toca Solórzano, además de varios edificios y obras que realizó en Limpias, también labró los pedestales de cantería de los retablos del Santuario de la Bien Aparecida en Hoz y Marrón.

### Deporte
- Fútbol: CD Limpias
- Piragüismo: C.D.E. Piragüismo Limpias, sucesor del Rasines Kayak, organiza el Descenso del Bajo Asón desde Udalla hasta Limpias.

### Gastronomía
Son de mencionar los tradicionales picatostes con chocolate, merienda tradicional de la zona, en contraposición con los sobaos más típicos de las zonas pasiegas.

## Economía
La economía actual se asienta sobre el sector industrial: construcción, pequeñas fábricas conserveras, fábrica de cubiertos. El sector ganadero ocupa un bajo porcentaje de ocupación, apenas un 6%. El sector servicios, ha experimentado un ligero incremento en las actividades ligadas al turismo.

## Demografía
Limpias cuenta con una población de 2004 habitantes (INE 2024).
| Gráfica de evolución demográfica de Limpias entre 1842 y 2021 |
| |
| Población de derecho según los censos de población del INE Población de hecho según los censos de población del INEEntre el censo de 1877 y el anterior, crece el término del municipio porque incorpora a Señas |

## Administración y política

### Gobierno municipal
Ignacio Sáinz San Emeterio es el actual alcalde del municipio.
| Partido político                            | 2023  | 2023  | 2023       | 2019  | 2019  | 2019       | 2015  | 2015  | 2015       | 2011  | 2011  | 2011       | 2007  | 2007  | 2007       | 2003  | 2003  | 2003       |
| Partido político                            | Votos | %     | Concejales | Votos | %     | Concejales | Votos | %     | Concejales | Votos | %     | Concejales | Votos | %     | Concejales | Votos | %     | Concejales |
| Partido Popular (PP)                        | 500   | 45,28 | 5          | 67    | 6,09  | 0          | 456   | 44,75 | 4          | 441   | 41,53 | 4          | 424   | 41,69 | 4          | 476   | 49,33 | 5          |
| Partido Socialista Obrero Español (PSOE)    | 372   | 33,69 | 3          | 365   | 33,21 | 3          | 277   | 27,18 | 3          | 392   | 36,91 | 3          | 389   | 38,25 | 4          | 289   | 29,95 | 3          |
| Partido Regionalista de Cantabria (PRC)     | 138   | 12,50 | 1          | 183   | 16,65 | 2          | 163   | 16,00 | 1          | 210   | 19,77 | 2          | 194   | 19,08 | 1          | 190   | 19,69 | 1          |
| Agrupación Vecinal de Limpias y Seña (AVLS) | —     | —     | —          | 410   | 37,30 | 4          | —     | —     | —          | —     | —     | —          | —     | —     | —          | —     | —     | —          |
| Izquierda Unida (IU)-Asón en Común          | —     | —     | —          | 57    | 5,18  | 0          | 106   | 10,40 | 1          | —     | —     | —          | —     | —     | —          | —     | —     | —          |

### Organización territorial
- Limpias (capital), con 1685 habitantes en 2024
- Seña, con 319 habitantes en 2024

## Personas destacadas
- Agustín Alvarado y Castillo: Del siglo XVIII, religioso.
- Jerónimo de Angulo: Del siglo XVII-XVIII, fue un maestro escultor.
- Diego de la Dehesa: Del siglo XVII, maestro pintor y dorador.
- Manuel de Eguilior y Llaguno: Nació en 1842 y murió en 1930. Fue político.
- Pedro Fernández Palazuelos: Nació en 1951. Famoso fotógrafo.
- José Joaquín Martínez Sieso: Nació en 1956. Fue Presidente de Cantabria.[5]